# Kirchheim bei München
Kirchheim bei München, Kirchheim b.München – miejscowość i gmina w Niemczech, w kraju związkowym Bawaria, w rejencji Górna Bawaria, w regionie Monachium, w powiecie Monachium. Leży około 15 km na północny wschód od centrum Monachium, przy autostradzie A94 i A99.

## Demografia
| Rok  | Liczba mieszkańców |
| ---- | ------------------ |
| 1840 | 253                |
| 1871 | 293                |
| 1900 | 375                |
| 1925 | 379                |
| 1945 | 354                |
| 1960 | 545                |
| 1966 | 787                |
| 1970 | 1 441              |
| 1978 | 3 510              |
| 1985 | 10 486             |
| 1990 | 12 070             |
| 2000 | 12 323             |
| 2003 | 12 202             |
| 2005 | 13 083             |
| 2007 | 12 189             |

### Struktura wiekowa
Dane o ludności z 31 grudnia 2008:
| Opis                                | Ogółem | Ogółem | Kobiety | Kobiety | Mężczyźni | Mężczyźni |
| ----------------------------------- | ------ | ------ | ------- | ------- | --------- | --------- |
| Jednostka                           | osób   | %      | osób    | %       | osób      | %         |
| Populacja                           | 12 133 | 100    | 6076    | 50,08   | 6057      | 49,92     |
| Wiek przedprodukcyjny (0–17 lat)    | 2110   | 17,39  | 1027    | 8,46    | 1083      | 8,93      |
| Wiek produkcyjny (18–65 lat)        | 7894   | 65,06  | 3964    | 32,67   | 3930      | 32,39     |
| Wiek poprodukcyjny (powyżej 65 lat) | 2129   | 17,55  | 1085    | 8,94    | 1044      | 8,6       |

## Polityka
Wójtem gminy jest Heinz Hilger, rada gminy składa się z 24 osób.
|      | CSU | SPD | VFW | Zieloni | FDP | ödp | LK | Razem |
| 2008 | 7   | 4   | 7   | 1       | 1   | 1   | 3  | 24    |
| 2002 | 10  | 4   | 6   | 1       | 2   | 1   | -  | 24    |